# Klavier (toetsen)

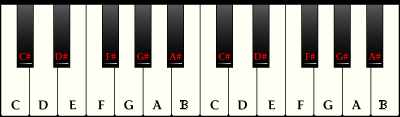
Klavier

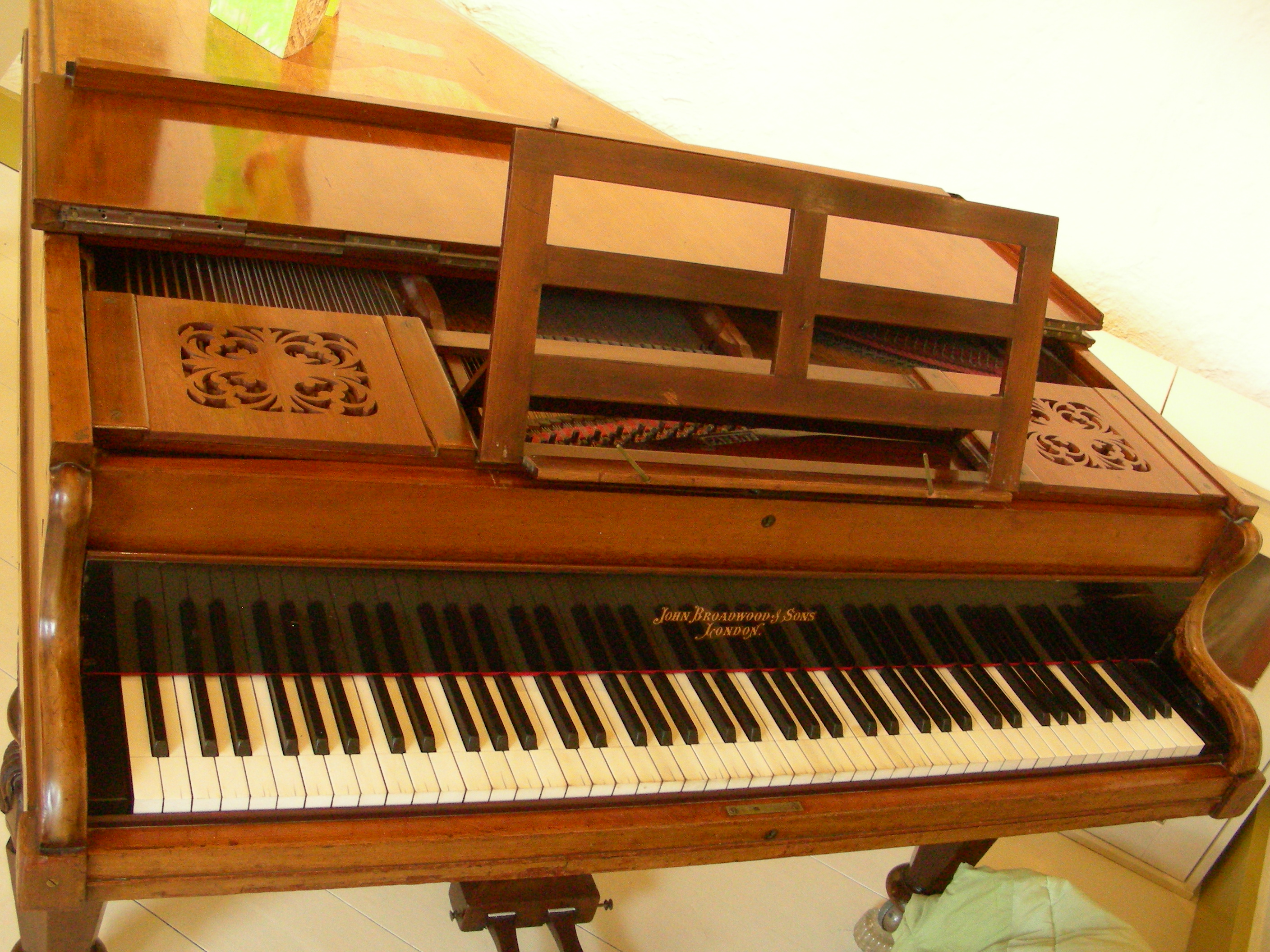
Klavier van een Broadwood Grand Piano uit ± 1840

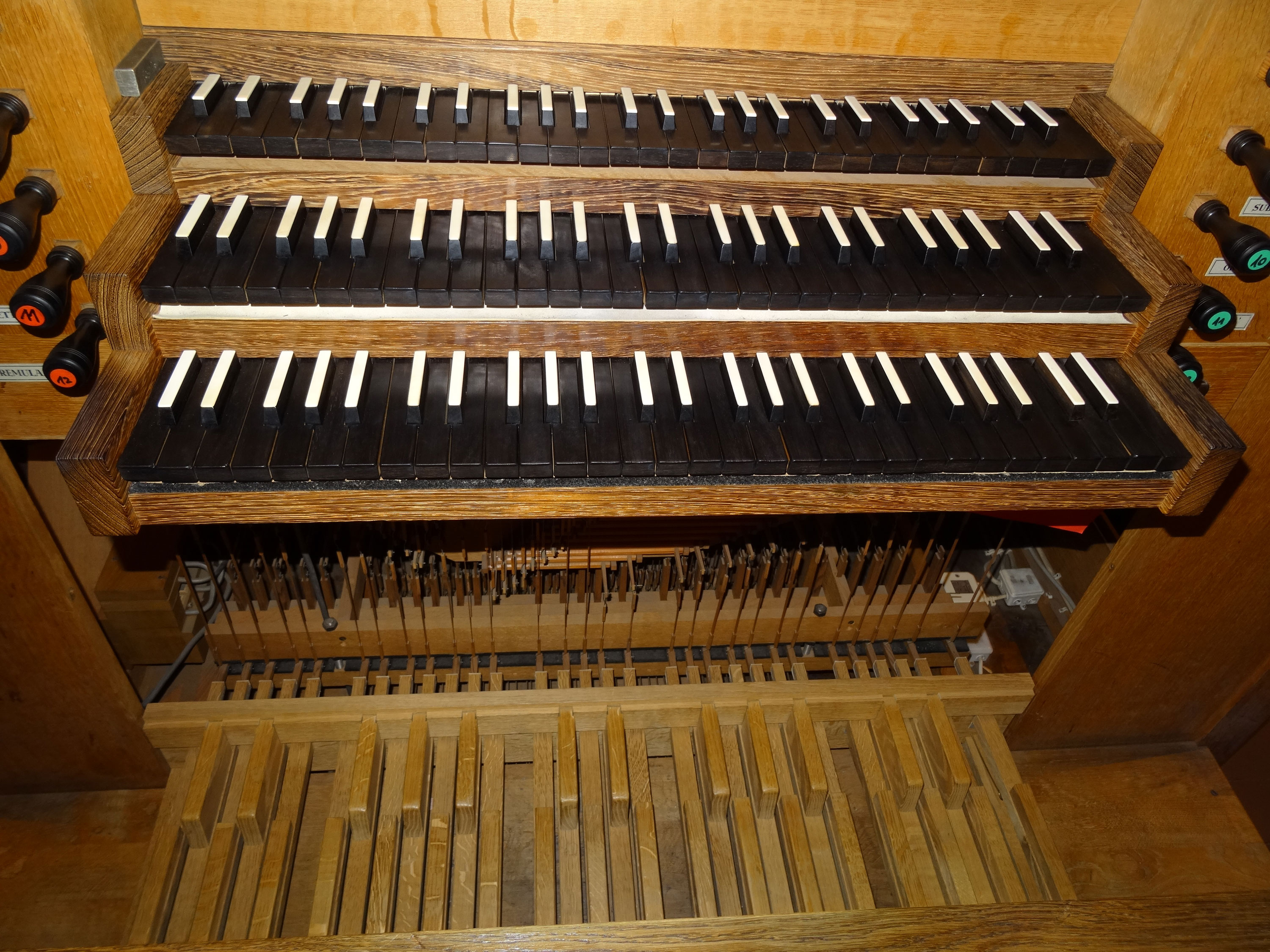
Speeltafel van een orgel met drie manualen en een pedaal

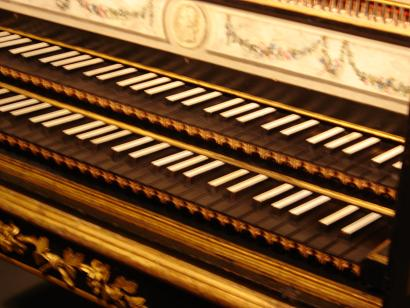
Twee klavieren van een klavecimbel

Een klavier of toetsenbord is een constructie bestaande uit een of meer rijen toetsen waarmee toetseninstrumenten, zoals  een piano, orgel, harmonium, klavecimbel, celesta, klavieraccordeon, beiaard of synthesizer, bespeeld worden. Bij bespeling met de handen wordt een klavier ook manuaal genoemd. Bij bespeling met de voeten wordt een klavier pedaal genoemd.
De overbrenging van de beweging van de toetsen naar de toonvoortbrengende elementen kan mechanisch, pneumatisch, elektrisch of elektronisch plaatsvinden.
Naar het voorbeeld van het Franse clavier worden in Vlaanderen soms ook toetsenborden van schrijfmachines en computers en toetsenblokken van telefoons en rekenmachientjes klavier genoemd. In Nederland denkt men bij een klavier steeds aan een muziekinstrument.

## Klavier van muziekinstrument
Een klavier bestaat meestal uit witte en zwarte toetsen. Bij orgels en klavecimbels zijn de kleuren vaak omgekeerd, wat voor de bespeling geen verschil maakt.
Bij een beiaard bestaat het klavier uit korte en lange stokken, die ook wel wit en zwart worden genoemd, hoewel ze dat niet zijn. De indeling van deze toetsen is gelijk aan die van een piano, zodat een pianist direct zal begrijpen waar de toetsen voor dienen, maar de wijze van bespeling (met de vuisten) is anders.
Een manuaal is het onderdeel van een toetsinstrument dat met de handen wordt bespeeld, dit in tegenstelling tot het pedaal dat door de voeten wordt bediend.
De meeste toetsinstrumenten (zoals de normale piano's en vleugels) zijn uitgerust met één manuaal. In dat geval zijn het klavier en het manuaal hetzelfde.
Bij de meeste kerkorgels bestaat het klavier uit meerdere manualen en het pedaal. Ook bij elektronische orgels en bij het klavecimbel komen meerdere manualen veel voor.
Een klavier moet minstens één octaaf bevatten, maar dit aantal kan ook wel oplopen tot zeven. Bij de pianobouw is tot circa 1920 zeven octaven, en bij moderne instrumenten zeven octaven en een kleine terts, gebruikelijk. Sommige concertvleugels (bepaalde typen van Fazioli en Bösendorfer) hebben in de bassen nog een paar extra toetsen beneden de gangbare laagste A.
De toetsen of klankstaven van chromatisch gestemde slaginstrumenten, zoals de xylofoon en het glockenspiel, zijn ook geordend volgens het klavierprincipe. Er is dan echter geen verschil in kleur tussen de toetsen.

## Afwijkende klavieren

### Microtonaal
Er bestaan ook klavieren met meer dan twaalf toetsen per octaaf, speciaal gemaakt voor microtonale muziek.

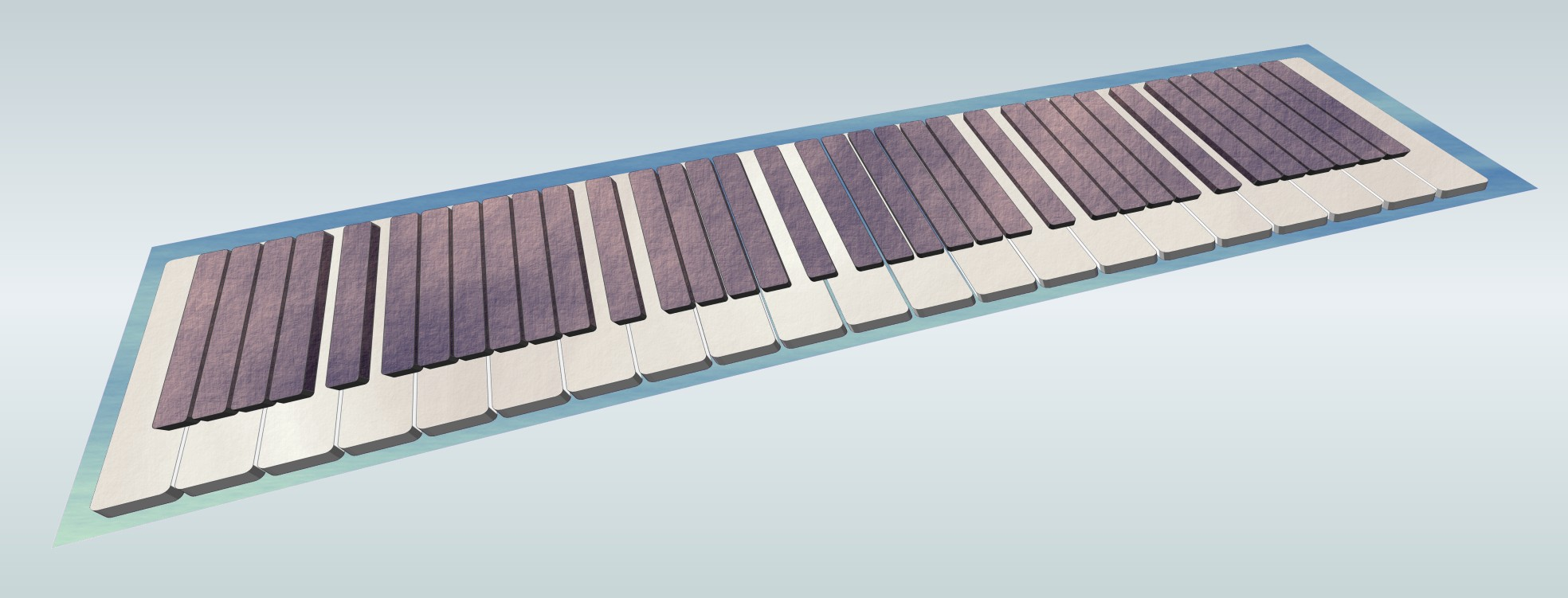
19-toonschalig microtonaal toetsenbord
Jankó-toetsenbord

### Jankó
De Hongaar Paul von Jankó ontwierp in 1882 een toetsenbord waarmee men met dezelfde vingerzetting in elke toonsoort kan spelen. Bovendien is de octaafafstand geringer, zodat grotere intervallen met een hand gespeeld kunnen worden. Dit klavier bestaat uit zes rijen toetsen en elke toon komt drie keer op het toetsenbord voor. De witte toetsen zijn in deze afbeelding gekleurd om te tonen hoe de toetsen gekoppeld zijn.
Hoewel veel musici (o.a. Franz Liszt) enthousiast waren over de mogelijkheden van het Jankó-toetsenbord, is het uiteindelijk geen succes geworden.
Toch is er thans een instrument met zo'n toetsenbord in productie, de Japanse Chromatone.